# 1996年臺灣
|        | 臺灣歷史 \| 台灣歷史年表 |
| 世纪： | 19世纪臺灣 \| 20世纪臺灣 \| 21世纪臺灣 |
| 年代： | 1960年代臺灣 \| 1970年代臺灣 \| 1980年代臺灣 \| 1990年代臺灣 \| 2000年代臺灣 \| 2010年代臺灣 \| 2020年代臺灣                                           |
| 年份： | 1991年臺灣 \| 1992年臺灣 \| 1993年臺灣 \| 1994年臺灣 \| 1995年臺灣 \| 1996年臺灣 \| 1997年臺灣 \| 1998年臺灣 \| 1999年臺灣 \| 2000年臺灣 \| 2001年臺灣 |
| 纪年： | 丙子年（鼠年）、中華民國85年 |

## 政府

### 國家正副元首

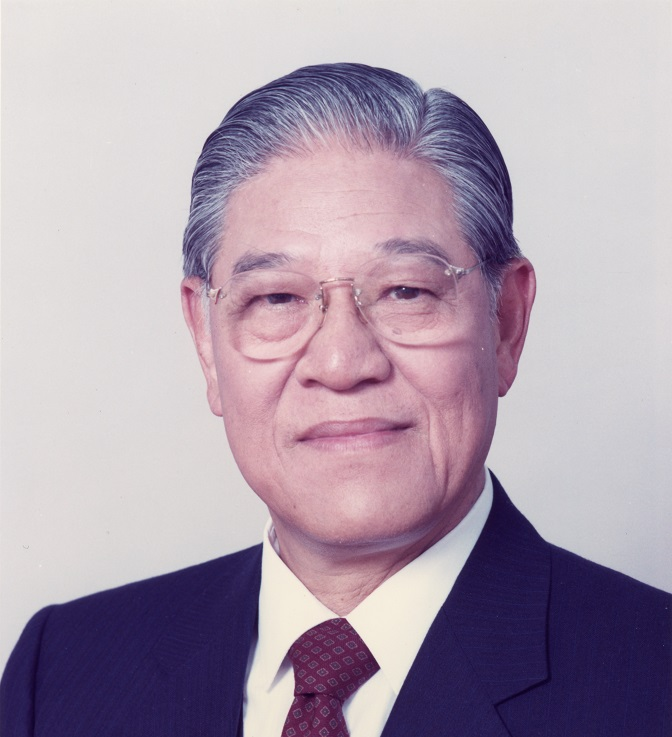
總統：李登輝
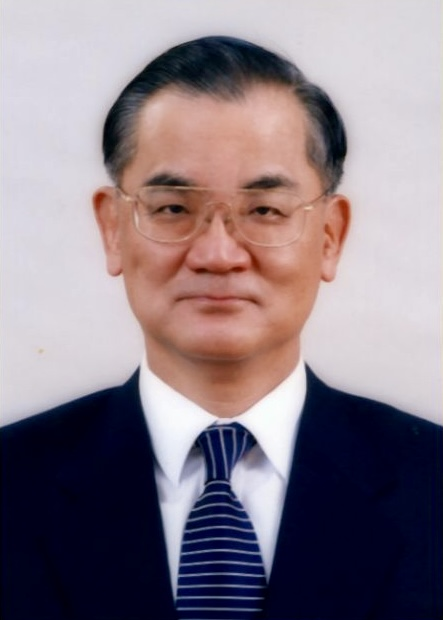
副總統：連戰

### 五院首長

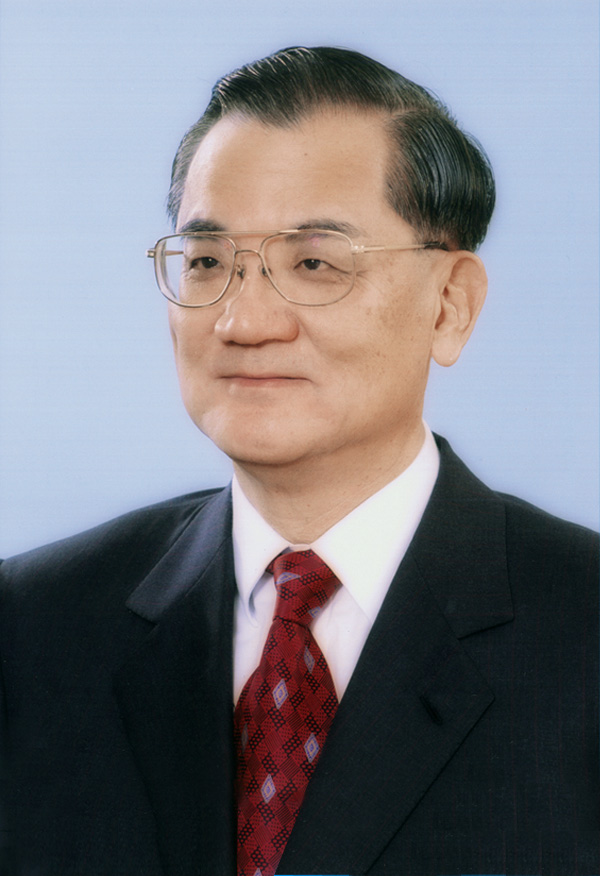
行政院院長：連戰（副總統兼任）
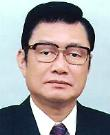
立法院院長：劉松藩
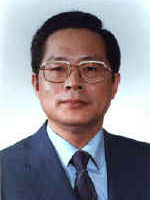
司法院院長：施啟揚
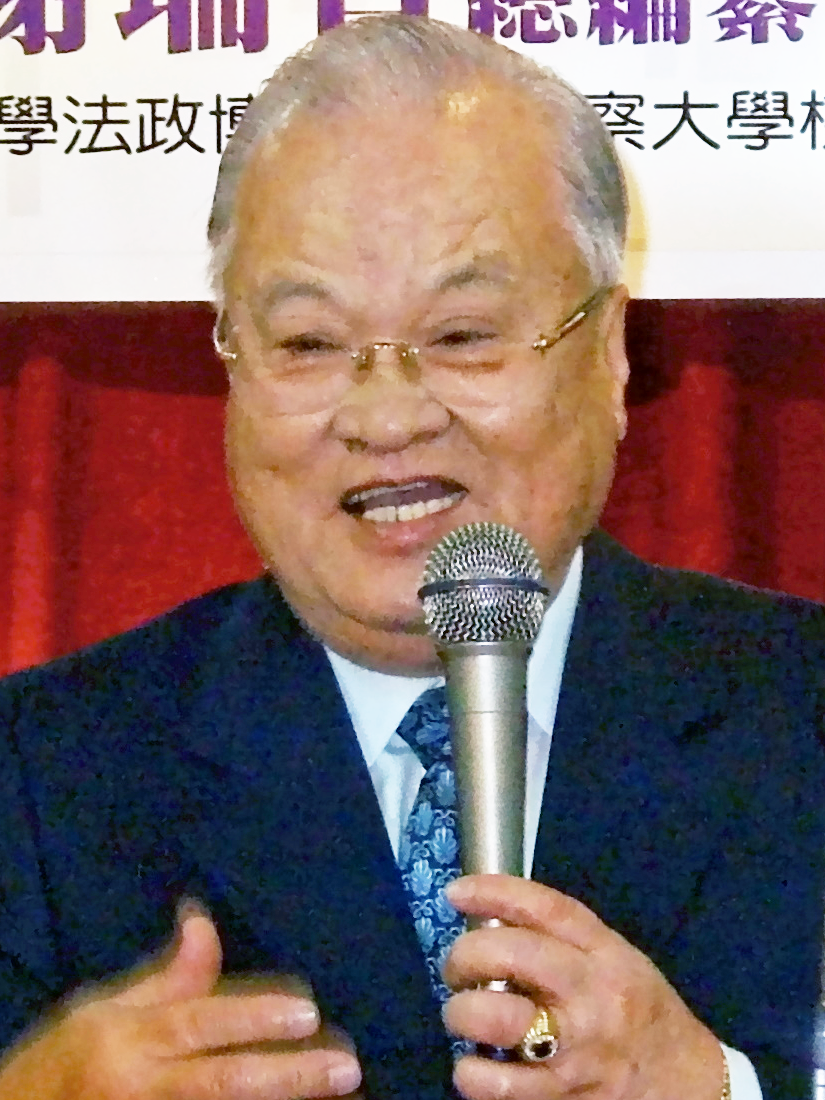
考試院院長：許水德
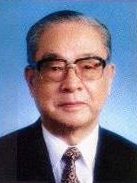
監察院院長：王作榮

### 省長

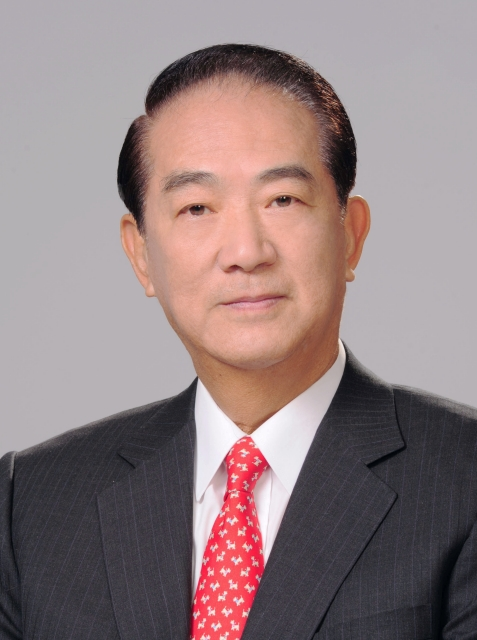
臺灣省省長：宋楚瑜

### 省政府主席

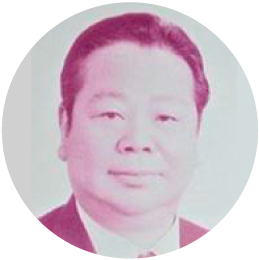
福建省政府主席：吳金贊

### 成員變動

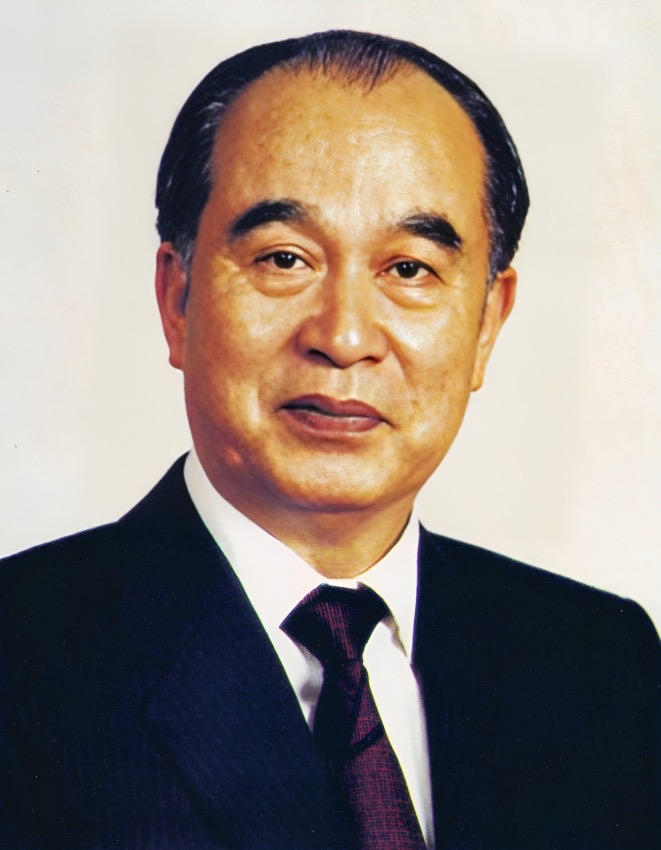
副總統：李元簇（任期屆滿）
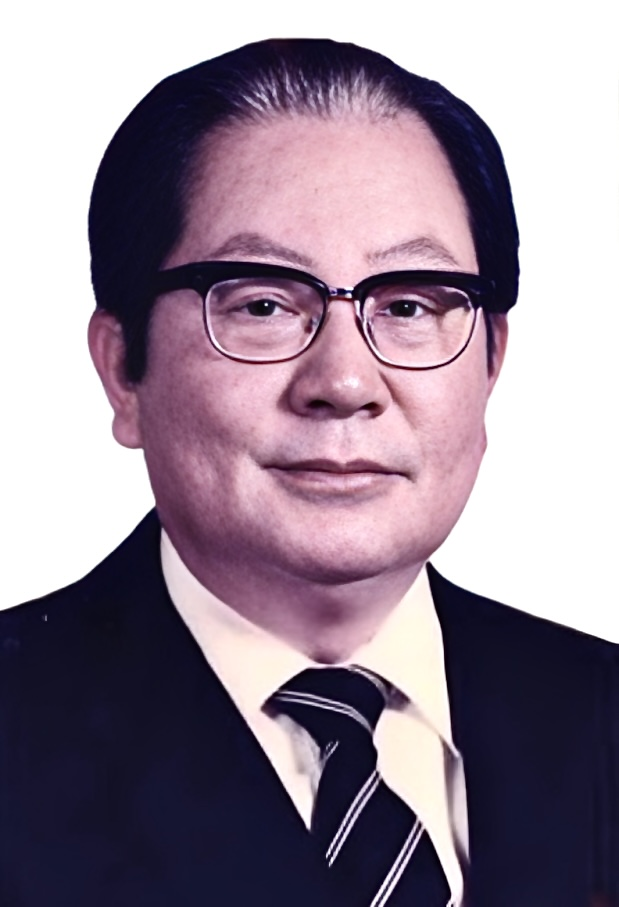
考試院院長：邱創煥（任期屆滿）
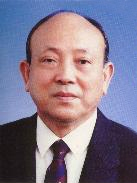
監察院院長：鄭水枝（代理結束）

## 大事記
- 1月20日，板橋臨時車站切換啟用。[1]

- 2月7日，「萬板專案」樹林調車場環場道路啟用。

- 3月23日，中華民國在台灣、澎湖、金門、馬祖舉行了華人地區首次的總統、副總統全民直選。結果由李登輝當選總統、連戰當選副總統。
- 3月28日，台灣第一條捷運系統台北捷運木柵線全線正式通車營運。

- 4月21日，1996年兩岸古籍學術研討會於台北舉行。
- 4月24日，大陸委員會成立“臺商窗口”。

，
- 5月20日，中華民國首任由中華民國自由地區的公民直接選舉出的民選總統—李登輝就職。

- 6月1日：公務人員保障暨培訓委員會成立。
- 6月30日，板橋北門福德宮遷移。

- 7月31日，賀伯颱風襲台，於宜蘭登陸。

- 8月1日，賀伯颱風於新竹出海。

- 9月14日，中華民國總統李登輝在全國經營者大會上，對台灣企業界投資中國大陸提出了「戒急用忍」的主張。| 1996年10月                                                                                                                                                                                                                                                                       |    |    |    |    |    |    |
| \| 日 \| 一 \| 二 \| 三 \| 四 \| 五 \| 六 \| \| \| \| 1 \| 2 \| 3 \| 4 \| 5 \| \| 6 \| 7 \| 8 \| 9 \| 10 \| 11 \| 12 \| \| 13 \| 14 \| 15 \| 16 \| 17 \| 18 \| 19 \| \| 20 \| 21 \| 22 \| 23 \| 24 \| 25 \| 26 \| \| 27 \| 28 \| 29 \| 30 \| 31 \| \| \| \| \| \| \| \| \| \| \| |    |    |    |    |    |    |
| 日 | 一 | 二 | 三 | 四 | 五 | 六 |
| |    | 1  | 2  | 3  | 4  | 5  |
| 6 | 7  | 8  | 9  | 10 | 11 | 12 |
| 13 | 14 | 15 | 16 | 17 | 18 | 19 |
| 20 | 21 | 22 | 23 | 24 | 25 | 26 |
| 27 | 28 | 29 | 30 | 31 |    |    |
| |    |    |    |    |    |    |
- 10月7日，兩岸三地的保釣人士(主要是港澳、臺灣、沖繩華僑)成功登上釣魚台列嶼中的最大島釣魚島，插上兩岸旗幟後，這是中華民國國旗與中華人民共和國國旗重返釣魚台列嶼時的再次升起[2]，隨後被日本地方政府取下，帶往石垣島存證。
- 10月18日，搖滾巨星麥可傑克森二度訪台，於10月18日台北中山足球場，10月22日高雄中正體育場，10月24日台北中山足球場舉行三場歷史之旅演唱會。
- 11月21日，劉邦友命案：桃園縣長劉邦友等8人在縣長官邸遭到槍殺身亡，另有1人身受重傷。
- 11月30日，民主進步黨婦女發展部主任彭婉如前往高雄市參加民進黨臨時全國黨代表大會，在當天晚間搭乘計程車離開高雄市尖美大飯店後失蹤；直到12月3日，警方才在高雄縣鳥松鄉發現彭婉如的遺體。雖然警方鎖定計程車司機為犯案對象，但案情至今也成為懸案。

- 12月16日，國民黨投資事業管理委員會主委劉泰英，於琉球提出了以石垣島作為轉進大陸的轉運中心新構想。
- 12月23日，中華民國召開國家發展會議。

## 出生
参见： 1996年出生
- 1月1日——林立：棒球選手。
- 1月9日——吳國豪：棒球選手。
- 1月7日——蔡明諺：柔道選手。
- 1月10日——胡祖薇：模特兒。
- 1月11日——姚冠瑋：棒球選手。
- 1月12日——劉羽庭：歌手、演員，是A'N'D副唱。
- 1月14日——
  - 蔡碩哲：足球運動員。
  - 李孟儒：花式滑冰選手。
- 1月18日——
  - 楊彬：棒球選手。
  - 王玉譜：棒球選手。
- 1月28日——林嘉威：演員、模特兒。
- 2月2日——林上凱：羽球選手。
- 2月3日——杜家明：棒球選手。
- 2月10日——KE柯蕭：歌手。
- 2月12日——韓冰：學生，是韓國瑜長女。
- 2月19日——鄭楠鐘：演員。
- 2月23日——曹維揚：棒球選手。
- 2月24日——林琬婷：跆拳道運動員。
- 2月26日——陳盈燕：歌手、演員，是A'N'D、KOGIRLS成員之一。
- 2月27日——鄭煥霖：演員。
- 3月1日——曾品富：籃球運動員。
- 3月4日——楊子賢：政治人物。
- 3月9日——歐陽妮妮：演員，是歐陽龍長女。
- 3月10日——
  - 呂彥青：旅日棒球選手。
  - 許睿安：花式撞球選手。
- 3月11日——陳立安：演員、模特兒。
- 3月14日——王元均：圍棋棋士。
- 3月18日——王以綸：歌手、演員，是SpeXial成員之一。
- 3月20日——陳俊翰：籃球運動員。
- 3月26日——
  - 張藝：演員、模特兒。
  - 王馨渝：演員。
  - 劉劭威：棒球選手。
- 3月27日——林明毅：籃球運動員。
- 4月1日——朱育勤：籃球運動員。
- 4月2日——黃宇寒：歌手。
- 4月3日——李智凱：競技體操運動員。
- 4月5日——劉宸希：新聞主播。
- 4月9日——蘇士軒：籃球運動員。
- 4月11日——張莘恬：羽球選手。
- 4月15日——鄭昕哲：導演、製作人、攝影指導，是丘文婷之夫。
- 4月21日——初孟軒：演員。
- 4月22日——黃雋智：演員、模特兒。
- 5月3日——顏銘緯：社會運動人士，現任台灣基進黨部發言人。
- 5月4日——郭鬼鬼：主持人、模特兒、通告藝人、飯店櫃檯人員。
- 5月5日——潘綱大：演員。
- 5月8日——余孟耘：籃球運動員。
- 5月13日——曾琬羚：排球選手。
- 5月15日——張幃翔：籃球運動員。
- 5月16日——張譯文：籃球運動員。
- 5月17日——
  - 吳承恩：歌手。
  - 張淨惠：羽球選手。
  - 黃恩賜：棒球選手。
- 5月28日——伍悅：歌手，是伍思凱之女，為海豚刑警主唱。
- 5月31日——張雅涵：演員、模特兒、啦啦隊員，是Rakuten Girls成員之一。
- 6月8日——林義恩：籃球運動員。
- 6月10日——
  - 高妍：漫畫家。
  - 黃禮豐：演員。
- 6月14日——
  - 徐愷伶：演員。
  - 羅宜：社會運動人士。
- 6月15日——龔言脩：歌手、演員。
- 6月24日——丘文婷：編劇、製作人，是鄭昕哲之妻。
- 6月25日——施語庭：歌手。
- 6月29日——徐韜：演員。
- 6月30日——林玉書：籃球運動員。
- 7月16日——籃靖玟：主持人、啦啦隊員、通告藝人，是Rakuten Girls隊長。
- 7月18日——張瑋帆：演員、健身教練。
- 7月22日——賴廷恩：籃球運動員。
- 7月23日——賴主恩：拳擊運動員。
- 7月25日——
  - 古正晴：花式撞球選手。
  - 劉惠茹：籃球運動員。
- 7月28日——HOOK：YouTube網紅。
- 7月30日——陳璇：演員。
- 8月2日——
  - 陳昊森：演員。
  - 賴慧如：歌手、演員、主持人。
  - 盧可沛：鼓手，是理想混蛋成員之一。
- 8月5日——蘇聖芳：圍棋棋士。
- 8月8日——呂宛庭：政治人物。
- 8月9日——施柏宇：演員、模特兒。
- 8月11日——董子浩：棒球選手。
- 8月20日——彭惠貞：籃球運動員。
- 8月21日——梁凱晴：主持人，是在香港出道並發展的台灣藝人。
- 8月23日——
  - 徐晨軒：模特兒。
  - 楊博軒：羽球選手。
- 8月27日——林宜禾：演員，是林義芳之女。
- 9月1日——周暐宸：籃球運動員。
- 9月6日——許育菱：演員。
- 9月2日——
  - 宋文華：棒球選手。
  - 羅蘋：籃球運動員。
- 9月6日——李制益：演員、模特兒。
- 9月8日——李建勳：棒球選手。
- 9月11日——陳霓：歌手、演員。
- 9月13日——
  - 楊隆翔：田徑運動員。
  - 高孟偉：籃球運動員。
- 9月19日——蔡建宇：籃球運動員。
- 9月23日——唐嘉鴻：競技體操運動員。
- 9月26日——彭家楙：射箭選手。
- 10月2日——
  - 蔡瑞雪：演員，曾遠赴南韓參加偶像學校擔任練習生。
  - 胡佳琳：啦啦隊員，是Rakuten Girls成員之一。
- 10月4日——
  - 游智傑：導演、編劇、監製。
  - 張明翔：棒球選手。
- 10月10日——黃宗翰：籃球運動員。
- 10月12日——王偉旭：田徑運動員。
- 10月16日——王游乙文：籃球運動員。
- 10月18日——潘韋辰：棒球選手。
- 10月19日——吳永盛：籃球運動員。
- 10月24日——易恩：歌手、演員，是SpeXial成員之一。
- 10月28日——
  - 李恩菲：啦啦隊員，是Rakuten Girls副隊長。
  - 陳冠偉：棒球選手。
- 10月29日——王柏智：籃球運動員。
- 10月30日——
  - 王政順：棒球選手。
  - 蘇俊羽：棒球選手。
- 11月1日——石翔宇：棒球選手。
- 11月5日——李佳翰：羽球選手。
- 11月10日——許皓傑：棒球選手。
- 11月13日——彭璿紘：棒球選手。
- 11月20日——蔡鎮宇：棒球選手。
- 11月23日——劉軒荅：棒球選手。
- 12月3日——曾柏喻：籃球運動員。
- 12月7日——江佑真：YouTube網紅。
- 12月10日——
  - 李沐：演員。
  - 林苡宗：企業家、電競選手，是拾參文創公司創辦人。
- 12月12日——楊程皓：棒球選手。
- 12月13日——郭雅茹：演員。
- 12月15日——張家禾：籃球運動員。
- 12月19日——林大展：棒球選手。
- 12月20日——林筱閔：羽球選手。
- 12月21日——
  - 馬嘉伶：歌手，是在日本發展的台灣藝人，現為AKB48 Team A成員。
  - 江亮緯：棒球選手。
- 12月24日——
  - 彭郁真：歌手，是TUD成員之一。
  - 林茉曦：聲林之王參賽者。
- 12月26日——
  - 林宗緯：棒球選手。
  - 林秉聖：籃球運動員。
- 12月31日——林穎樂：啦啦隊員、游泳教練、通告藝人，是Rakuten Girls成員之一。

## 逝世
- 2月22日──蔡宏達，版畫家，因輸進有愛滋病毒的血友病凝血藥物而早逝。
- 2月24日──章孝慈，台灣法律學者，前國民大會代表、東吳大學法學院院長，時任東吳大學校長。
- 3月30日——張富，政治人物。曾任桃園縣議會議員、副議長，臺灣省議員。（1909年出生）
- 8月5日——黃運金，律師、政治人物。戰後出任新竹縣參議會議長、臺灣省臨時省議會議員、臺灣省議會議員。（1898年出生）
- 11月21日──劉邦友，政治人物，時任桃園縣縣長。
- 11月30日──彭婉如，台灣婦女運動參與者，遭綁架殺害。（1949年出生）
- 12月3日——洪瑞麟，畫家，以其關於採礦工人的繪畫作品及其於礦坑工作之經歷而著名。（1912年出生）